# Crossata
Crossata is een geslacht van weekdieren uit de klasse van de Gastropoda (slakken).

## Soort
- Crossata ventricosa (Broderip, 1833)